# Breite Straße 29 (Lübeck)

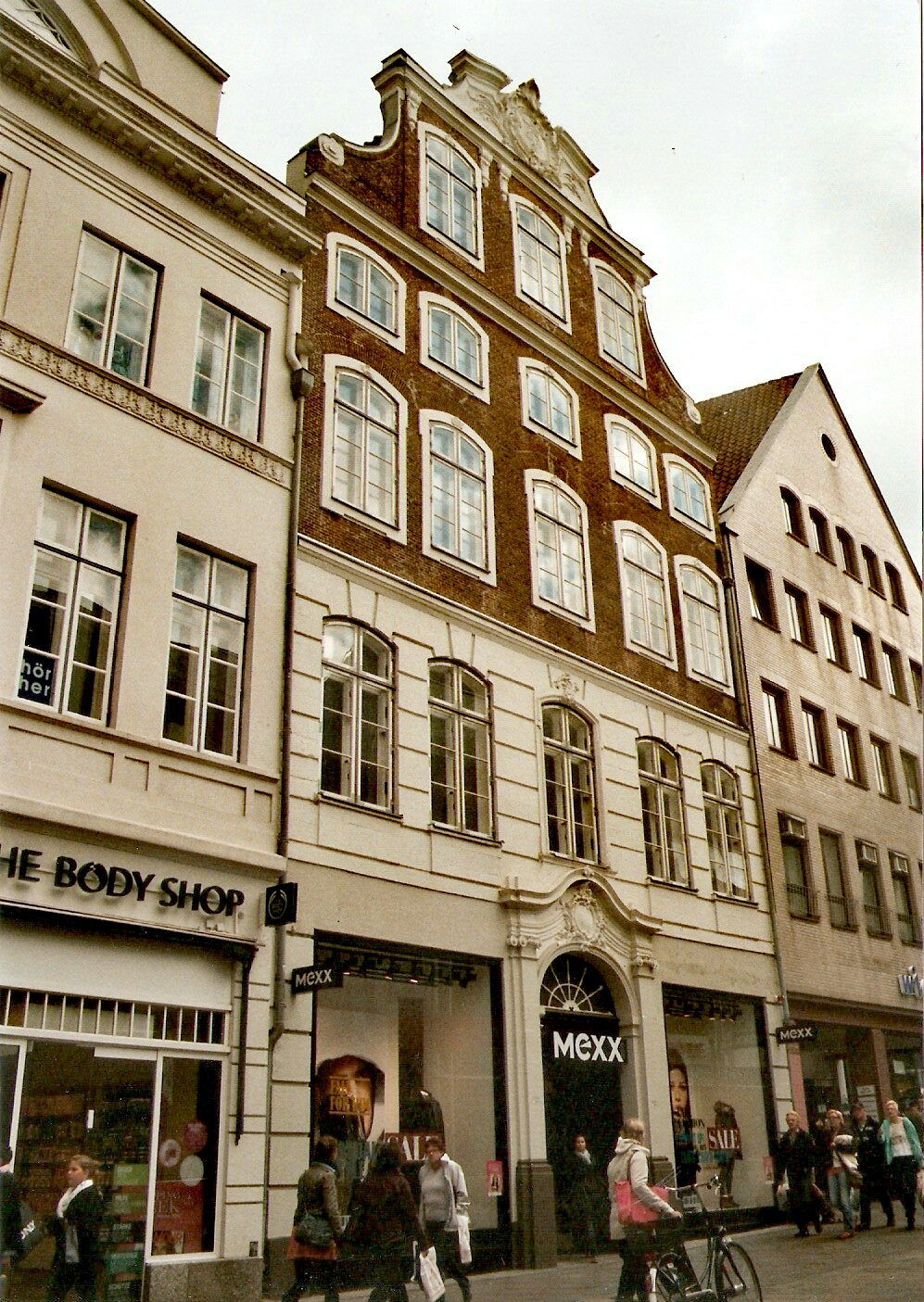
Das Robert’sche Haus

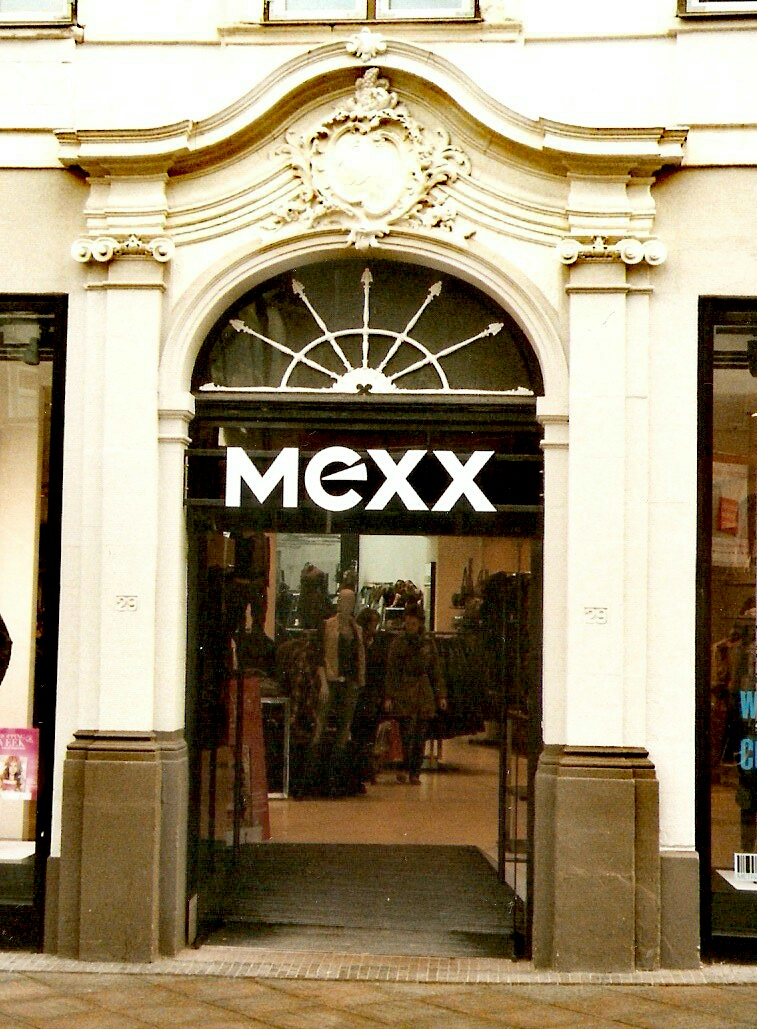
Portal des heute von der Bekleidungsmarke Mexx genutzten Hauses

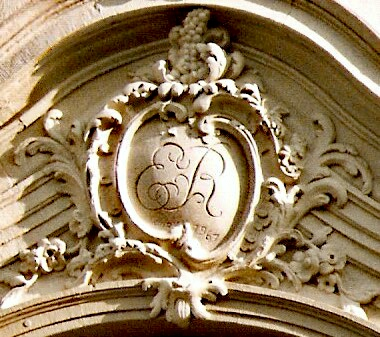
Rokokokartusche

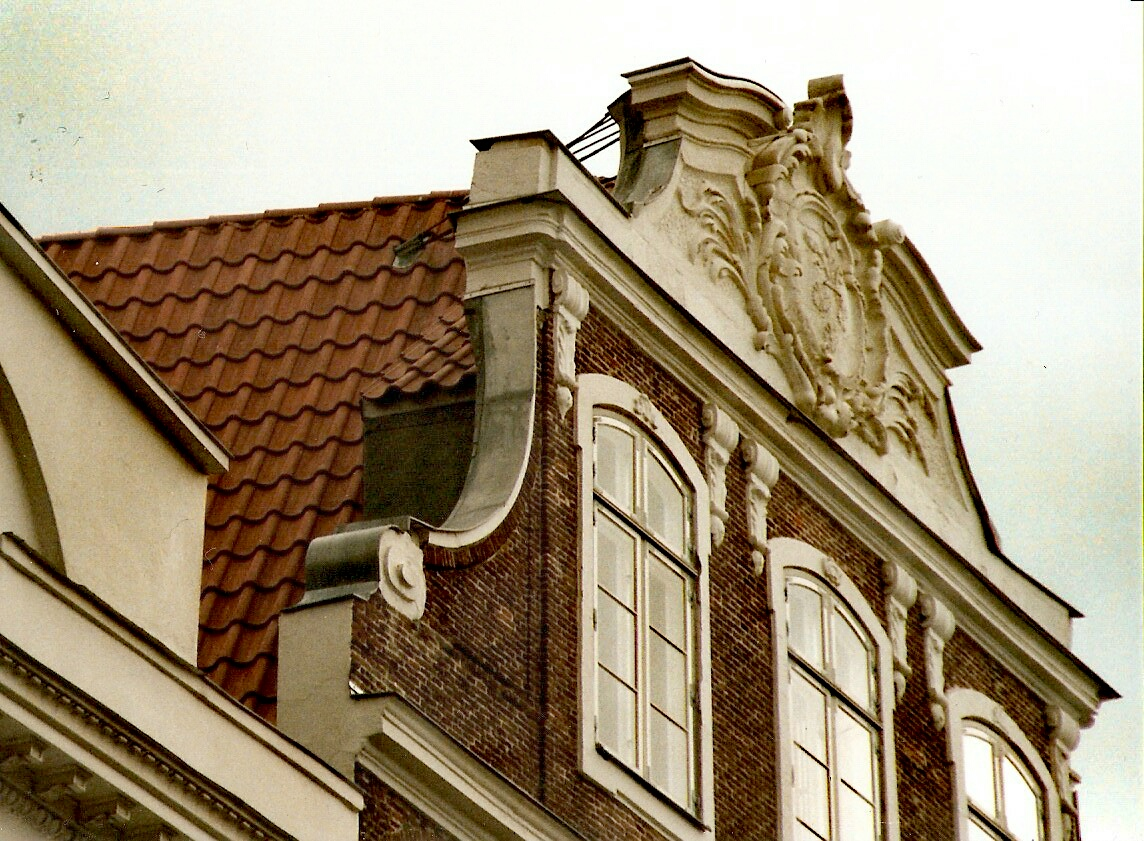
Detail: Giebel

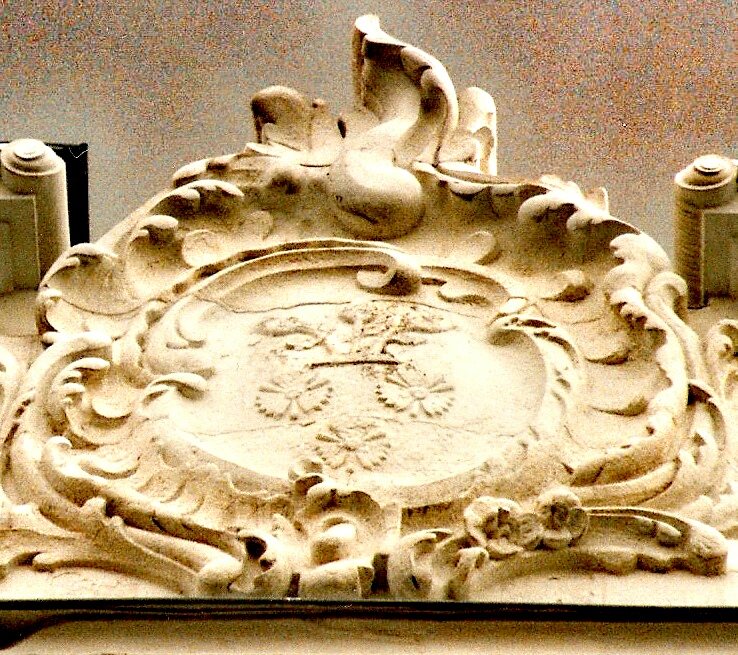
Groot’sches Wappen

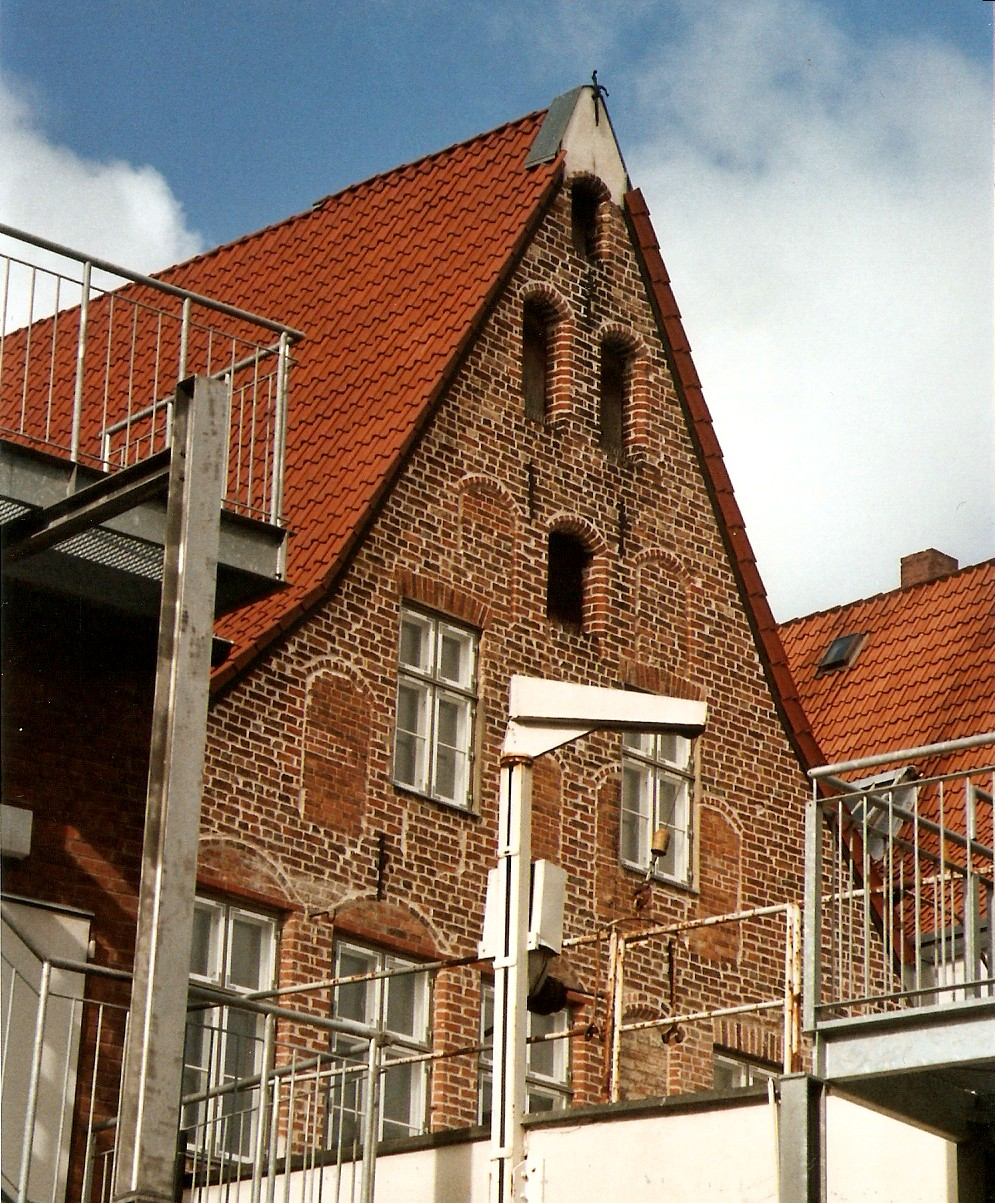
Hinteransicht

Das denkmalgeschützte Gebäude Breite Straße 29 in Lübeck, im 20. Jahrhundert auch als (Musik)Haus Robert bekannt, ist ein stattliches Lübecker Bürgerhaus aus dem Rokoko.

## Geschichte
Das Grundstück hat sich fast ununterbrochen bis ins 19. Jahrhundert in den Händen namhafter Lübecker Familien befunden; der erste nachweisbare Eigentümer war Segebode Crispin, von dem es 1292 der spätere Bürgermeister Arnold Pape kaufte, von dem es auf seinen Sohn den Bürgermeister Hinrich Pape überging. 1364 bis 1387 besaß es der Ratsherr Hinrich Constin, weitere Ratsherrn als Eigentümer waren Reyner von Calven (1388), Ulrich Cornelius (1453 bis 1464), Tönnies Diman(t) (1479 bis 1498), Heinrich Köhler (1561 bis 1563).
Berend Lorenz Groot kaufte das Haus 1762 von seinem Bruder Hans, der es 1751 erworben hatte und es 1777 nach seines Bruders Tode von diesem erbte, aber selbst bereits 1779 starb, das Haus seiner Frau und sechs Kindern hinterlassend, die es im folgenden Jahre verkauften. Da anzunehmen ist, dass auch Hans Groot dasselbe Wappen wie sein Bruder führte, könnte allerdings auch an ihn als Erbauer gedacht werden. Bei dem am Portal und Giebel in der ganzen schmiegsamen Bewegtheit zur Entfaltung gelangten Rokoko kommen für Lübecker Verhältnisse die der Jahre des 18. Jahrhunderts kaum in Betracht, wie der Vergleich mit der noch viel mehr im Geiste des Barock komponierten Fassade des Buddenbrookhauses von 1758 zeigt, während andererseits gerade die Fassade des Wolpmann’schen Hauses noch 1773 in reinen Rokokoformen ausgeführt ist. In den Jahren 1777 bis 1779, wo Hans Groot das Haus wieder in Besitz hatte, würde sich aber doch schon der Einfluss des Zopfs und des Klassizismus bemerkbar gemacht haben. Auch würde Hans Groot mit seinem eigenen Wappen auch das seiner Gemahlin, Dorothea Elisabeth, geb. Rathgeber, mit der er seit 1745 verheiratet war, vereinigt haben. Es kommen also für die Zeit der Ausführung der Fassade die Jahre 1762 bis 1776 in Betracht, als Berend Lorenz Groot Eigentümer des Hauses war.
Von den Erben des oben genannten Hans Groot kaufte es 1780 Johann Peters, und 1832 erwarb es der Oberappellationsgerichtsrat Gottfried Samuel Müller und ab 1919 Ernst Robert (1875–1932), der hier seiner Konzertagentur und Musikalienhandlung, dem Musikhaus Ernst Robert, einen Firmensitz schuf. Das Musikhaus Ernst Robert wurde nach dem Tode Roberts von seinem Stiefsohn Erwin Lüddeke (1902–??) fortgeführt.

## Baubeschreibung
Das Haus Robert, Breite Straße 29, ist abgesehen vom Portal und der Giebelkrönung schlichter als das Wolpmann'sche Haus, aber in seiner Gesamterscheinung bei der größeren Höhe und dem breiteren Giebel besonders stattlich. Die bevorzugte Lage an der Breiten Straße nahe der Einmündung Beckergrube, von deren Ecke aus sich die Fassade besonders gut überblicken lässt, trägt entsprechend dazu bei. Erd- und erstes Obergeschoss sind mit Sandstein verkleidet und als unterer Fassadenabschnitt von einem Gurtgesims abgeschlossen. Die stark verwitterte Sandsteinverkleidung musste teils erneuert, teils abscharriert werden.
Bei der Instandsetzung im Jahr 1923 zeigte sich, dass der zur Verwendung gekommene Sandstein sehr verschieden war. Neben den reinweißen Wesersandstein (Obernkirchener Sandstein), der sich am besten bewährt hatte, der bräunliche sächsische (Postelwitzer) Sandstein und der graugrüne Gotländer Stein, und zwar ließ die rückseitige Bearbeitung einiger Stücke auf teilweise Wiederverwendung bereits benutzten Materials schließen. Besonders wird dies für den Gotländer Stein gelten, der sonst im 18. Jahrhundert nur noch selten verwendet wurde, da man bei seiner schlechten Haltbarkeit in früheren Fällen, namentlich beim Rathausbau und der Kanzlei, keine guten Erfahrungen mit ihm gemacht hatte. Diese Buntheit des Materials fällt besonders an dem von ionischen Pilastern flankierten Portal zu, und zwar umso mehr, als auch bei der Erneuerung der schadhaften Teile der Gewände und Schäfte der Eindruck der Flickerei leider nicht ganz vermieden ist. In der ursprünglich leeren Rokokokartusche des Portals sind jetzt die Initialen des damaligen Eigentümers Ernst Robert und darunter Renovatum 1923 (heute 1967) eingemeißelt. Die ursprünglichen Fenster an jeder Seite des Portals, wie sie 1923 noch das Wolpmann’sche Haus aufwies, waren bereits vor der Erneuerung durch die üblichen großen Ladenfenster ersetzt, die jetzt mit neuen Sandsteingewänden und einem in angemessener Reliefschrift die Firma zeigenden Sturz aus Kunststein versehen waren. Wie auf dem nebenstehenden Bilde zu sehen ist, verschwand sie 1967 unter Putz. Eine Leutschrift war zu jener Zeit in der Werbung effektiver. Im ersten Obergeschoss wäre es besser gewesen, so wie es laut Hugo Rahtgens einst und offenbar auch beabsichtigt sei, neben den tiefen und breiten Fugen der Rustika diejenigen des Steinschnitts möglichst unauffällig zu machen, insbesondere wegen des unschönen Fugenschnitts des Bogens über dem Mittelfenster. Das sehr schadhafte Gurtgesims war lediglich in vereinfachter Profilierung wieder hergestellt worden.
Der Obere Fassadenabschnitt mit zweitem Obergeschoss und einem Halbgeschoss sowie das Giebelgeschoss waren vorher in mehreren Lagen dick mit Ölfarbe übermalt (zuletzt mit imitierten Backsteinmauerwerk). Diese schon stark verwaschene Bemalung beeinträchtigte den Charakter der Fassade gravierend. Nach deren Beseitigung kam das saubere Ziegelwerk mit den Fensterbögen in ganz überraschender Weise wieder zur Geltung. Die Ziegel weisen das in Lübeck sonst selten verwandte, z. B. an den Häusern Petersgrube 13 und 19 aus dem Ende des 18. Jhs., aber auch schon im 17. Jahrhundert am obersten Geschoss des St. Jakobiturmes, kleine holländische Format (4,5*1,5*22 cm) auf. Die teilweise stark beschädigten Fenstergewände wurden der Kosten wegen nur in Putz gestellt. Die aus Haustein bestehenden seitlichen Volutenabschweifungen des Giebelgeschosses liefen ursprünglich auch unter dem Obersten Gesims in flach sich anschmiegenden Voluten aus. Wegen zu starker Verwitterung wurden sie beseitigt und kostenhalber nicht wieder erneuert. Den Gesimsecken des Umrisses entstand dadurch eine gewisse Härte. Die prächtige Bekrönung mit der großen Wappenkartusche aus Oberkirchner Stein war dagegen noch in gutem Stand und brauchte nur wenig abscharriert zu werden.
Durch das Wappen in dieser Bekrönung, das wirkungsvolle Prunkstück der Fassade, wird man zu dem Erbauer des Hauses geführt. Es zeigt in der unteren Hälfte der in bewegten Formen modellierten Rokokokartusche drei Nelken und darüber auf einem Querstabe drei Eicheln an mit Blättern besetzten Stängeln. Es ist das Wappen des Schonenfahrers und Ratsherren Berend Lorenz Groot, geboren 1717, unverheiratet gestorben 1776. Sein Wappen befindet sich im dritten Rentenbuch von St. Petri (jetzt im Stadtarchiv). Der Schild weist dort freilich nur die drei Nelken (grün in rotem Feld) auf, während die drei Eicheln die Helmzier bilden. Da der Helm aber über dem Wappen des Giebels fehlt, so ist die Helmzier in die Kartusche hineinkomponiert.
Das erwähnte holländische Ziegelformat ist nur als Verblendung und für das Giebelmauerwerk zur Verwendung gekommen. In den unteren Fassadeteilen besteht die Hintermauerung aus dem sonst früher gebräuchlichen größerem Format. Vielleicht sind hier auch noch Teile der Fassade des früheren Hauses wieder benutzt. Jedenfalls rührt der abgeschrägte und von schmalen stichbogigen Lucken durchbrochene Hintergiebel noch aus dem 16. Jahrhundert, und gleichaltrig mit diesem ist auch noch der mächtige eichene Dachstuhl mit 24/24 cm starken Sparren. So ist auch die jetzige Fassade ganz unabhängig von dem dahinter befindlichen Dach lediglich für die äußere Erscheinung komponiert, indem das Hauptgesims nicht der Dachbalkenanlage entspricht, sondern diese bereits über dem 2. Obergeschoss liegt; das Halbgeschoss hierüber ist also schon Dachgeschoss. Auch die drei großen Giebelfenster sind nur dekorativ, sie werden im Innern von der Kehlbalkenlage des Daches durchschnitten (siehe nebenstehendes Bild). Dass durch diese rein konstruktiv anfechtbare Willkür ein kräftiger Rhythmus in die Fassadenkomposition hineingetragen ist lässt sich jedoch nicht leugnen.
Des Hauses Innenraum wurde zugleich mit dem Umbau im 18. Jahrhundert völlig neu gegliedert. Das Erdgeschoss hat dann 1923 durch Einrichtung für Geschäftsräumen und Neubau der Treppe eine weitere Umwandlung erfahren. Über die Einrichtung des Hauses, wie sie noch 1832 beschaffen war, als es im Schütting zum Verkauf ausgeboten wurde, gibt Schröders Handschriftliche „Topographie Lübecks“ aus jener Zeit folgende Beschreibung: „Damals war darin unten an der Straße an jeder Seite (des Eingangs) ein Wohnzimmer, das einen mit einem Alkoven versehen, an der Diele die Küche, Speisekammer, Wandschrank und Eingang zu den beiden gewölbten Speisekellern unter der Küche und unter dem Seitenflügel; im ersten Stock drei ineinander gehende Zimmer nebst Kabinett und ein Zimmer nach dem Hof; auf der Galerie eine Gesindekammer; im zweiten Stock ein Zimmer mit Alkoven und fünf Kammern, darüber drei Böden und eine Rauchkammer.“ Die Treppe lag an derselben Stelle wie auch nach der 1923er Instandsetzung, hinter dem Vorderzimmer rechts. Heute erinnert, wenn man das Haus betritt, nichts mehr daran. Der Raum wurde um den des nach dem Zweiten Weltkrieg erbauten Nachbarhaus, zu dem ein Durchbruch erfolgte, erweitert. Es ist ein einziger großer Raum der bis zum Hinterhaus reicht. Die drei nach vorne gelegenen Räume der beiden Obergeschosse mit einem Kabinett neben dem rechtsseitigen Zimmer waren in den 20ern des vorigen Jahrhunderts noch vorhanden. Auffallenderweise waren aber diese ganz schlicht. Zu jener Zeit waren auch in bescheideneren Häusern reichliche Rokokostuckaturen an den Decken finden. In der Regel wurden diese auch in der Zeit des Klassizismus geduldet und sich so erhielten. Von der Ausstattung der zu jener völlig verbauten Diele waren noch zwei Rokokokonsolen im damaligen zum Hof führenden Flur erhalten. Heute ist der ehemalige Hof mit einem Glasdach überspannt. Der in der Tiefenrichtung des Hauses geteilte Keller ist bis auf einen hinteren kreuzgewölbten Abschnitt mit zwei Tonnengewölben gedeckt.
Auch der auf der linken Hofseite angebaute Flügel, der unten den typischen Lübecker Festsaal und ein Zimmer, oben zwei Zimmer und eine Kammer enthielt wies damals schon nichts bemerkenswertes mehr auf. In der zweiten Hälfte des 19. Jahrhunderts war er bis an das Hintergebäude verlängert, das noch dem 18. Jahrhundert angehört und mit einem von Voluten beseiteten Dacherker, welcher durch das Glasdach gut sichtbar ist, versehen war. Dieses Hintergebäude enthielt Stallung für zwei Pferde, Holzplatz, eine Kammer und Vorratsböden. Am Hofende befanden sich noch eine Wagenremise, Waschküche und Waschhaus, laufendes Kunstwasser und eine Pumpe zum Grundwasser.
Die Instandsetzung dieser Robert’schen sowie auch der Wolpmann’schen Fassade wurde unter der Leitung des Architekten Ernst Scharrnweber von dem lübeckischen Baugeschäft Blunck & Sohn, im Besonderen die Hausteinarbeiten von dem Bildhauer Emil Köhne und der Firma Rechtglaub Nachflg. ausgeführt.
Das Haus blieb, wie durch ein Wunder, von den Zerstörungen des Zweiten Weltkriegs durch den Luftangriff auf Lübeck am 29. März 1942 weitgehend verschont, weil zwei Phosphorbomben nicht zündeten, während das rechts daneben stehende Bergsche Haus ausbrannte und im Einstürzen das Robert'sche Haus beschädigte. Die Innenräume des Vorderhauses wurde jedoch durch einen Brand am 2. August 1975 zerstört und wurden durch den Inhaber der Musikhauses Ernst Robert, Erwin Lüddeke, und seinen Architekten Peter Kiefer wieder hergerichtet. Ein erneuter Umbau fand nach der Geschäftsaufgabe der Musikalienhandlung Ernst Robert durch einen Hamburger Investor in den 2000ern statt.

### Wandmalereien im Gebäude
Im Inneren des Gebäudes haben sich sowohl im Vorderhaus wie auch im rückwärtigen Seitenflügel Wandmalereien aus verschiedenen Nutzungsepochen erhalten.

## Verweise

### Archive
- Archiv der Hansestadt Lübeck, Datenbank BAST (PDF; 1,1 MB)